# Triptykon
Pour les articles homonymes, voir Triptykon (homonymie).
Albums de Jan Garbarek
Sart
(1971) Witchi-Tai-To
(1974)
Triptykon est le quatrième album du saxophoniste norvégien Jan Garbarek, paru en 1973 sur le label Edition of Contemporary Music. Ce disque a été enregistré par un trio constitué de Garbarek aux saxophones, Arild Andersen à la contrebasse, et Edward Vesala aux percussions. L'enregistrement se déroule le 8 novembre 1972 au Arne Bendiksen Studio, à Oslo, avec l'ingénieur du son Jan Erik Kongshaug.
Triptykon est un disque encore influencé par le free jazz, mais qui marque également l'évolution du style de Garbarek vers des préoccupations plus personnelles, et notamment l'emploi d'éléments de musique traditionnelle norvégienne. Le disque est le seul enregistrement du trio Garbarek-Andersen-Vesala, et a été très bien accueilli par la critique.

## Historique
Le trio Garbarek-Andersen-Vesala se forme après la séparation du quartet constitué par Garbarek, Terje Rypdal, Arild Andersen et Jon Christensen pour l'album Afric Pepperbird (1970). En effet, Rypdal a créé son propre groupe, et Christensen l'a rejoint. Pour les remplacer, Andersen propose alors le batteur finlandais Edward Vesala, qu'il a rencontré lors de concerts en Finlande. Le guitariste Odd-Arne Jacobsen fait un temps partie du groupe, mais ne reste pas longtemps. Les thèmes de l'album ont été écrits pour un concert lors du festival de Trondheim en 1972, essentiellement par Garbarek.
Le trio fait quelques tournées en Norvège et en Europe, à un rythme important : une tournée en Scandinavie qui comprend des concerts dans des écoles et dans des clubs comprend jusqu'à quarante concerts en quinze jours. Lors d'un passage au club Jazzkeller de Francfort, le trio invite le trompettiste polonais Tomasz Stańko à se joindre à eux. Lors d'un autre concert à Francfort, ils jouent avec le pianiste Chick Corea. Lors de quelques tournées scandinaves, le poète norvégien Jan Erik Vold se joint également au trio, et les musiciens improvisent librement sur ses textes.
Pendant ces tournées, les musiciens fournissent un travail important, à la fois de répétitions avant les concerts, ainsi que de réflexions sur la direction à donner à leur musique.
La collaboration entre les trois musiciens ne s'interrompt pas formellement, mais plutôt au fur et à mesure, sous la pression des nombreux engagements de Jan Garbarek, en particulier sa collaboration avec le pianiste Bobo Stenson, qui mènera à l'album Witchi-Tai-To (1974).

## Description
Le design de l'album est réalisé par Barbara Wojirsch. L'illustration de couverture est très dépouillée, mais un peu moins discrète que les autres albums de Garbarek de la même époque, comme Afric Pepperbird ou Witchi-Tai-To. Le titre de l'album est écrit de part et d'autre des noms des musiciens, dans une très grosse police violette, sur un fond uniforme vert-noir. Le texte prend la quasi-totalité de la place disponible. Dans la ré-édition au format disque compact en 2001, le livret comporte un texte rétrospectif de six pages de Steve Lake, producteur chez ECM, sur la genèse et l'influence du trio Triptypkon.

### Musiciens
- Jan Garbarek : saxophone ténor, saxophone soprano, flûte, saxophone basse
- Arild Andersen : contrebasse
- Edward Vesala : percussions

### Liste des titres
| No | Titre                         | Auteur                     | Durée |
| -- | ----------------------------- | -------------------------- | ----- |
| 1. | Rim                           | Garbarek, Andersen, Vesala | 10:33 |
| 2. | Selje                         | Garbarek, Andersen, Vesala | 2:16  |
| 3. | J.E.V (dédié à Jan Erik Vold) | Garbarek, Andersen, Vesala | 7:28  |
| 4. | Sang                          | Garbarek, Andersen, Vesala | 2:45  |
| 5. | Triptykon                     | Garbarek, Andersen, Vesala | 12:46 |
| 6. | Etu Hei!                      | Garbarek, Vesala           | 2:20  |
| 7. | Bruremarsj                    | Traditionnel norvégien     | 4:13  |

### Style
Les compositions sont cosignées par les trois musiciens, sauf Etu Hei! qui est un duo Garbarek/Vesala, et Bruremarsj, qui est une vieille chanson traditionnelle norvégienne. La partie composée ne comprend toutefois que les thèmes, et c'est nettement l'improvisation qui domine dans le disque et les concerts, avec la très forte influence du free jazz et en particulier d'Albert Ayler. En concert, le trio joue d'ailleurs très souvent Ghosts, le célèbre thème d'Ayler. Les concerts sont également encore plus dans le style free que ne l'est l'enregistrement.
Triptykon est un disque de transition pour Garbarek, où il s'éloigne du free pour trouver sa propre voie. À l'exception d'Etu Hei!, où est présente une énergie classique du free jazz, et où Garbarek utilise beaucoup le registre suraigu du saxophone, les autres titres insistent plus sur la mélodie, le rubato, le sens de l'espace, et le jeu à trois musiciens. Le disque est composé en grande partie de ballades, où Vesala est particulièrement apte à créer une tension permanente, et à faire tenir à la batterie un véritable rôle mélodique,. Le batteur finlandais indique que cela est beaucoup plus difficile de maintenir une tension permanente sur un tempo lent, plutôt que l'énergie brute tout en force et en vitesse souvent entendue en free jazz. Le producteur d'ECM Steve Lake et l'universitaire Michael Tucker remarquent que cela est également un bien meilleur moyen pour faire surgir l'émotion, et permettre à Garbarek de s'exprimer,.
C'est le lyrisme de Garbarek qui est l'élément le plus marquant de l'album. La présence du poète Jan Erik Vold sur quelques tournées du trio, et auquel est dédié le titre J.E.V de l'album, a pu renforcer cette tendance, selon Michael Tucker. Le sens et le développement de la mélodie  priment, quelles que soient l'intensité du jeu et les techniques utilisées. Arild Andersen et Edward Vesala ont tous deux confirmé que l'une des priorités majeures du trio était de garder ce sens de la mélodie lors des improvisations.
C'est également le premier album où Garbarek introduit des éléments de musique folklorique scandinave. Dans Selje, Garbarek utilise une flûte en bois pour jouer une mélodie très « conte de fées », associée aux résonances de la basse d'Andersen et aux scintillements de la batterie de Vesala. Bruremarsj, une vieille chanson traditionnelle norvégienne, est interprétée de façon très aylerienne, avec tempo instable, notes volontairement fausses, et mélodie traînante.

## Réception critique
Le disque est apprécié par la critique, tant à la sortie du disque  en 1973 qu'à la ré-édition au format CD en 2001,. Le critique musical Brian Olewnick de AllMusic le considère même comme l'un des meilleurs de la carrière de Garbarek, avec Witchi-Tai-To. Malgré l'ambiance sombre et austère, Olewnick  décrit le jeu de Garbarek comme imaginatif et poignant, particulièrement au saxophone soprano. L'universitaire Michael Tucker remarque également l'attention portée à la mélodie, quelles que soient l'intensité du jeu et la diversité rythmique, ainsi que l'interaction subtile entre les musiciens.
Plusieurs critiques ont noté la parenté du jeu de Garbarek sur Triptykon avec celui d'Albert Ayler, en particulier sur Bruremarsj, qui rappelle le thème Truth Is Marching In du saxophoniste américain,. Le trio est même considéré comme le plus proche équivalent du trio Sunny Murray / Albert Ayler / Gary Peacock. Olewnick y voit même un équivalent musical des tableaux d'Edward Munch.